# Котауаси (каньон)
Каньон Котауаси расположен недалеко от города Арекипа в Перу и является одним из глубочайших каньонов мира. Глубина каньона примерно 3354 метра, что почти в два раз глубже Гранд-Каньона в США.
Он образован рекой Котауаси, берущей свое начало в озере Хуансокоча, на высоте более чем 4750 м и заканчивается в Тихом океане.